# L'onestà vittoriosa
L'onestà vittoriosa (Within the Law) è un film muto del 1923 diretto da Frank Lloyd.
Il film è una trasposizione cinematografica tratta dall'omonima opera teatrale di grande successo del 1912 di Bayard Veiller. La commedia, interpretata sulla scena da Jane Cowl, debuttò a Broadway l'11 settembre 1912, restando in scena per 541 repliche, chiudendo i battenti nel dicembre 1913

## Trama
Mary Turner, una commessa accusata ingiustamente di furto, giura di vendicarsi di Edward Gilder, il suo datore di lavoro. Scontata la pensa, non riuscendo a trovare più un lavoro, diventa complice di Aggie Lynch, mettendosi a ricattare uomini facoltosi per rottura di promessa. Dick Gilder, il figlio del suo vecchio nemico, diventa una delle sue vittime: benché Mary si sia innamorata di lui, è decisa a proseguire nel piano che si è prefissata. Dick viene accusato di un omicidio commesso da Joe Garson, ma risulterà innocente. Intanto Helen Morris confessa di essere stata lei l'autrice del furto che ha spedito in carcere Mary: riabilitata, la giovane donna finalmente ammette di amare Dick.

## Produzione
Il film fu prodotto dalla Joseph M. Schenck Productions.

## Distribuzione
Distribuito dalla Associated First National Pictures, il film uscì nelle sale cinematografiche USA dopo essere stato presentato in prima a New York il 29 aprile 1923. In Finlandia venne distribuito il 2 novembre 1924.